# Gymnocarpos parvibractus
Gymnocarpos parvibractus là loài thực vật có hoa thuộc họ Cẩm chướng. Loài này được (M.G.Gilbert) Petruss. & Thulin mô tả khoa học đầu tiên năm 1996.